# 派恩里弗鎮區 (密歇根州)
派恩里弗鎮區（英語：Pine River Township）是位於美國密歇根州格拉希厄特縣的一個行政鎮區。

## 地方資料
派恩里弗鎮區的面積為79.80平方千米，當中陸地面積為79.54平方千米，而水域面積為0.26平方千米。根據2020年美國人口普查的數據，當地共有人口2348人，而人口密度為每平方千米29.42人。